# Jean-Jacques Moucq
Jean-Jacques Moucq je bivši belgijski hokejaš na travi. 
Na hokejaškom turniru na Olimpijskim igrama 1948. u Londonu je igrao za Belgiju. Belgija je ispala u 1. krugu. Osvojila je 3. mjesto u skupini "C", s dvije pobjede i dva poraza, pri čemu valja spomenuti da je tijesno izgubila od pobjednika skupine, Pakistana, s 2:1. Belgija je dijelila 5. do 13. mjesto u završnom poredku. Moucq nije igrao, ali je bio među pričuvama.
Na hokejaškom turniru na Olimpijskim igrama 1952. u Helsinkiju je bio među pričuvama za belgijske reprezentacije. Belgija je ispala u četvrtzavršnici. Ispala je od kasnijih brončanih, Uj. Kraljevstva. U utješnom krugu, za poredak od 5. do 8. mjesta je izgubila od Poljske. Ukupno je odigrala četiri utakmice, a na ljestvici je zauzela 9. – 12. mjesto. Moucq je po jednim izvorima igrao na dvjema utakmicama, a po izvješću se nisu natjecali na glavnom turniru.

## Vanjske poveznice
- Sports-Reference.com  Arhivirana inačica izvorne stranice od 16. veljače 2009. (Wayback Machine) Belgijski hokejaši na OI 1948.
- (fr.) Le site de Philippe Demaret  Arhivirana inačica izvorne stranice od 16. siječnja 2010. (Wayback Machine) Histoire du hockey belge aux JO